# Ptychadena erlangeri
Ptychadena erlangeri là một loài ếch trong họ Ptychadenidae. Chúng là loài đặc hữu của Ethiopia.
Các môi trường sống tự nhiên của chúng là các khu rừng vùng núi ẩm nhiệt đới hoặc cận nhiệt đới, đầm nước ngọt, và đầm nước ngọt có nước theo mùa. Loài này đang bị đe dọa do mất môi trường sống.